# Danzig III: How the Gods Kill
Danzig III: How the Gods Kill è il terzo album in studio dei Danzig, pubblicato nel 1992 per la Def American Recordings.
Fu anche il disco di maggior successo del gruppo, posizionandosi al numero 24 della classifica Billboard 200. Il classico heavy metal che caratterizza il sound della band si arricchisce di atmosfere gothic.

## Tracce
1. Godless – 6:52
2. Anything – 4:51
3. Bodies – 4:27
4. How the Gods Kill – 5:54
5. Dirty Black Summer – 5:11
6. Left Hand Black – 4:34
7. Heart of Devil – 4:32
8. Sistinas – 4:26
9. Do You Wear the Mark – 4:50
10. When the Dying Calls – 3:33

## Formazione
- Glenn Danzig - voce e tastiere
- John Christ - chitarra
- Eerie Von - basso
- Chuck Biscuits - batteria